# Referendo sobre o status de Porto Rico em 2012
O referendo porto-riquenho de 2012 (em espanhol, plebiscito sobre el estatus político de Puerto Rico; em inglês, referendum on the political status of Puerto Rico) foi realizado em Porto Rico em 6 de novembro de 2012.
Porto Rico tem sido um território associado aos Estados Unidos desde a guerra Guerra Hispano-Americana de 1898.
O referendo era uma consulta se a população preferia que a ilha fosse mais um estado dos Estados Unidos, se a ilha fosse um estado associado dos Estados Unidos, ou se fosse um estado independente, ou que mantivesse o status quo. A maioria votou a favor da transformação do território em um Estado dos Estados Unidos.

## Literatura adicional
- Report By the President's Task Force On Puerto Rico's Status (December 2005) - President William J. Clinton.
- Report By the President's Task Force On Puerto Rico's Status (December 2007) - President George W. Bush.
- Report By the President's Task Force On Puerto Rico's Status (March 2011) - President Barack Obama.
- Political Status of Puerto Rico: Options for Congress - Congressional Research Service (CRS Report)
- Puerto Rico’s Political Status and the 2012 Plebiscite: Background and Key Questions - Congressional Research Service (CRS Report)